# Der Bauer schickt den Jockel aus

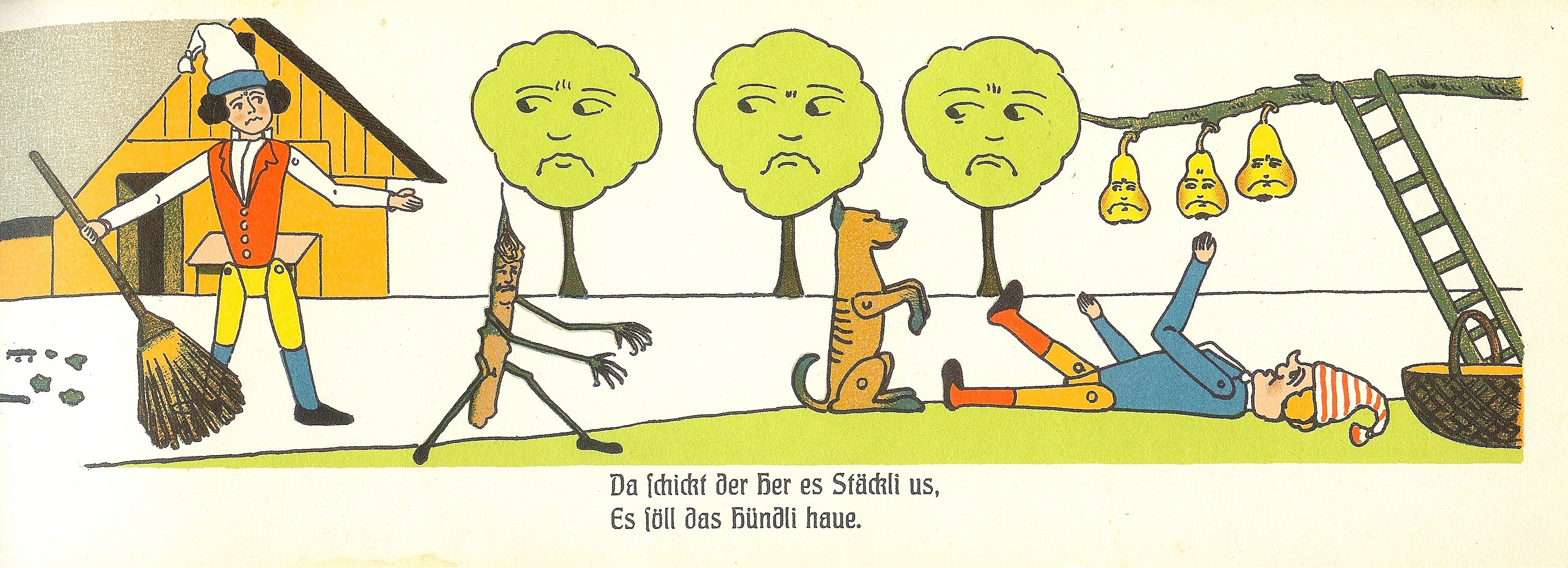
Tafel aus Lisa Wengers bekannter schweizerdeutschen Kinderbuchadaption: Der Stock soll den Hund schlagen, damit dieser den Joggeli beisst, damit dieser die Birnen pflückt …

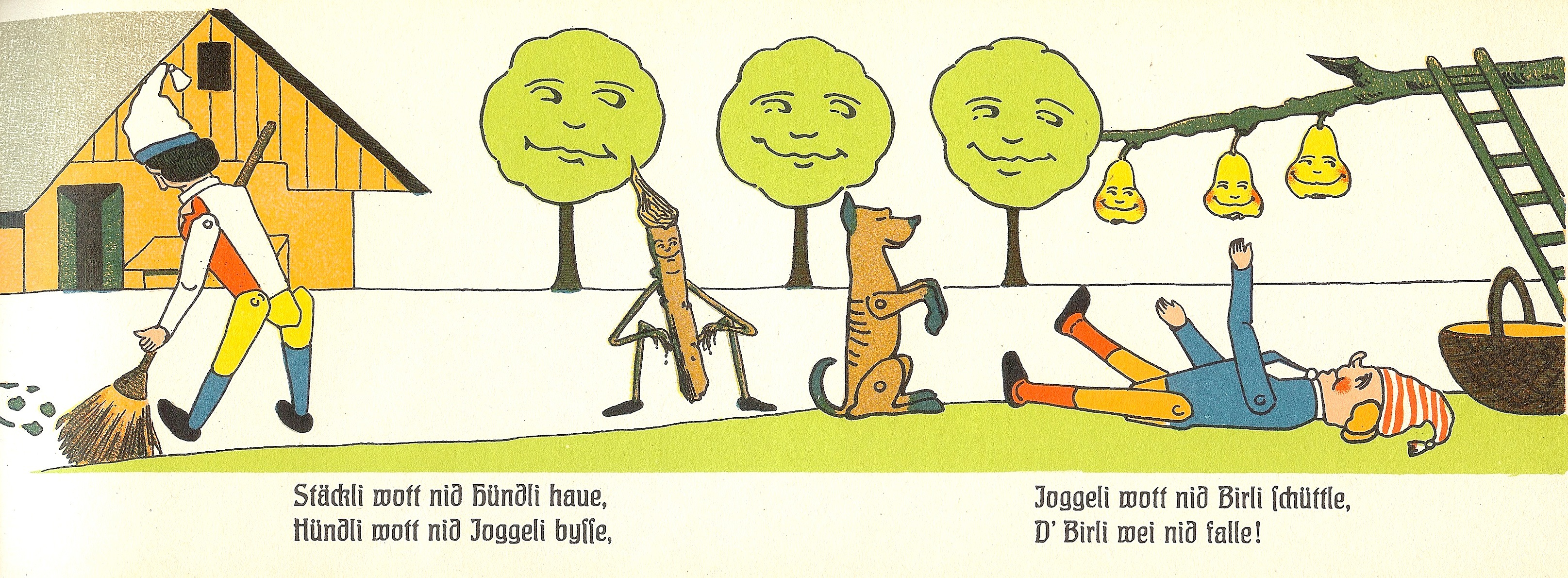
… aber der Stock will den Hund nicht schlagen, der Hund will den Joggeli nicht beißen und der Joggeli will die Birnen nicht vom Baum schütteln

Der Bauer schickt den Jockel aus ist eine traditionelle deutsche Ballade, die der literarischen Gattung der Zählgeschichte zugeordnet wird und in zahllosen Varianten kursiert. Der Verfasser ist unbekannt. Ein früher Druckbeleg für das Gedicht erschien 1609 in Wien.

## Die Ballade
Der Bauer schickt den Jockel aus:

Er soll den Hafer schneiden.

Jockel will nicht Hafer schneiden,

will lieber zuhause bleiben.

Der Bauer schickt den Knecht hinaus:

Er soll den Jockel holen.

Knecht, der will nicht Jockel holen,

Jockel will nicht Hafer schneiden,

will lieber zuhause bleiben.

Der Bauer schickt den Hund hinaus:

Er soll den Knecht beißen.

Hund, der will den Knecht nicht beißen,

Knecht, der will nicht Jockel holen,

Jockel will nicht Hafer schneiden,

will lieber zuhause bleiben.

Der Bauer schickt den Knüppel aus:

Er soll den Hund schlagen.

Knüppel will den Hund nicht schlagen,

Hund, der will ...

Der Bauer schickt das Feuer aus:

Es soll den Knüppel brennen.

Feuer will nicht Knüppel brennen,

Der Knüppel will ...

Der Bauer schickt das Wasser aus:

Es soll das Feuer löschen.

Das Wasser will nicht Feuer löschen,

Feuer will ...

Der Bauer schickt den Ochsen aus:

Er soll das Wasser saufen.

Der Ochs, der will nicht Wasser saufen,

Wasser will ...

Der Bauer schickt den Fleischer aus:

Er soll den Ochsen schlachten.

Der Fleischer will den Ochs nicht schlachten,

Ochse will ...

Der Bauer schickt den Geier aus:

Er soll den Fleischer holen.

Der Geier will nicht Fleischer holen,

Fleischer will ...

Der Bauer schickt die Hexe aus:

Sie soll den Geier bannen.

Die Hexe will nicht Geier bannen,

Geier will ...

Der Bauer schickt den Henker aus:

Er soll die Hex verbrennen

Der Henker will nicht Hex verbrennen,

Hexe will ...

Der Bauer schickt den Vater aus:

Er soll den Henker töten.

„Eh ich mich will töten lassen, will ich die Hex verbrennen.“

„Eh ich mich will verbrennen lassen, will ich den Geier bannen.“

„Eh ich mich will bannen lassen, will ich den Fleischer holen.“

„Eh ich mich will holen lassen, will ich den Ochsen schlachten.“

„Eh ich mich will schlachten lassen, will ich das Wasser saufen.“

„Eh ich mich will saufen lassen, will ich das Feuer löschen.“

„Eh ich mich will löschen lassen, will ich den Knüppel verbrennen.“

„Eh ich mich will verbrennen lassen, will ich den Hund schlagen.“

„Eh ich mich will schlagen lassen, will ich den Knecht wohl beißen.“

„Eh ich mich will beißen lassen, will ich den Jockel holen.“

„Eh ich mich will holen lassen, will ich den Hafer schneiden.“

## Rezeption
Die Ballade vom Jockel (auch Jäckel, Joggeli, Yockli, Jäger etc.) gehört zur literarischen Gattung der Zählgeschichte und kursiert(e), wie die meisten mündlich überlieferten Volkslieder, in zahllosen Varianten, die sich sowohl formal als auch in Auswahl und Anzahl der handelnden Charaktere unterscheiden. In einer weit verbreiteten Variante soll Jockel Birnen schütteln. Die geläufigsten Versionen des Textes enden mit der Weigerung des Schlachters, woraufhin der Bauer selber Ordnung schaffen geht. In einer zum Lambertusfest gesungenen Fassung aus Münster schickt „der Herr ... den Jäger (!) aus, sollt die Birnen schmeißen“. Das Finale der Gehorsamkeit bewirkt hier der Teufel, der „sie alle holen“ soll.
Die Ballade wurde und wird sowohl zur Deklamation als auch zum (geselligen) Gesang genutzt, etwa indem sie auf eingängige Melodien gesungen oder bekannten Melodien angepasst wird. (Auf Pennsylvania Dutch etwa als „Jockli will net Bierre schiddle“, zu singen auf die Melodie Yankee Doodle.) Sie inspiriert(e) zu szenischer, bildlicher und anderer künstlerischer Gestaltung und verdankt beispielsweise ihre anhaltende Popularität in der Schweiz (als Joggeli) dem Kinder-Bilderbuch von Lisa Wenger (1908).

## Herkunft
Die Geschichte vom Jockel geht offenkundig zurück auf Chad gadja, das Lied vom Lämmchen aus der Pessach-Haggada. Der „Vater“ in der hier veröffentlichten Variante (eine Adaption der Textgestalt bei Erk-Böhme) entspräche somit dem Herrgott, der Henker dem Malach hamaweth (Todesengel).
Ebenso interessant wie spekulativ mag es da erscheinen, dass der Name „Jockel“ eine Koseform von Jakob ist, also ebenfalls jüdische Wurzeln hat. Die Ähnlichkeit mit der englischen Bezeichnung Yokel für Bauerntrampel oder Tölpel dürfte zufällig sein.

## Verwandtschaften
Verwandte Lieder im englischen Sprachraum sind The House that Jack Built  und I know an old Lady who swallowed a Fly, im italienischen die Ballade Alla fiera dell'Est von Angelo Branduardi.

## Ausgaben
- Julian Jusim: Der Herr der schickt den Jockel aus. Hanser Verlag, München 1996, ISBN 3-446-18557-7.
- Theodor Fontane (Text), Marlene Reidel (Bilder): Der Bauer schickt den Jockel aus. Sellier-Verlag, Eching bei München 1988, ISBN 3-8221-1654-8.
- Hilde Hoffmann: Der Herr der schickt den Jockel aus, er soll den Hafer schneiden. Nach alten deutschen Kinderreimen. Stalling-Verl, Oldenburg 1964 (Stalling-Künstlerbilderbuich; 145).
- Hans Magnus Enzensberger (Hg.): Allerleirauh. Viele schöne Kinderreime. Suhrkamp Verlag, Erstausgabe Frankfurt a. M. 1961, Das Lied vom Jockel, S. 302 f.
- Lisa Wenger: Joggeli söll ga Birli schüttle. Ein Bilderbuch mit Text. Cosmos-Verlag, Muri-Bern 2008, ISBN 978-3-305-00234-4 (Nachdr. d. Ausg. Bern 1908).